# Епітека двоплямиста
Епітека двоплямиста (Epitheca bimaculata) — вид бабок родини кордуліїд (Corduliidae).

## Поширення
Вид поширений в Європі, Західній і Північній Азії від Франції до Камчатки та Японії. На Україні вид зареєстрований зареєстрований в Західному Лісостепу, Прикарпатті, в Житомирській, Київській, Полтавській, Харківській, Одеській та Херсонській областях.. Живе в лісових масивах поблизу озер і ставків з плавучою рослинністю; як і інші бабки, відкладає яйця у воду, а личинки є водними.

## Опис
Бабка завдовжки 55-65 мм, черевце — 39-43 мм, заднє крило — 38-44 мм. В основі підставі задніх крил є велика чорна пляма. Забарвлення позбавлена металевого блиску. Груди світло-коричневого кольору. Черевце товсте, трохи стисле; жовтувато-буре, зверху з блакитним смужкою. Передній край крил забарвлений в інтенсивно-жовтий колір.